# Diego de Alvear (Santa Fe)
Diego de Alvear (ex Mayor José Orellanos) es una localidad del departamento General López, provincia de Santa Fe, Argentina. Dista 399 km de la ciudad de Santa Fe, capital de la provincia. Se ubica a 3 km de la Ruta Nacional 7, importante carretera internacional que la vincula con ciudades como Junín, Vedia y Rufino. Se encuentra en el límite con la provincia de Buenos Aires, siendo la localidad más austral de la provincia de Santa Fe.

## Población
Cuenta con 2051 habitantes,según censo realizado en el año 2022, lo que indica un crecimiento en su población con respecto a los resultados arrojados en el censo del año 2010.
| Gráfica de evolución demográfica de Diego de Alvear entre 1991 y 2010 |
|                                                                       |
| Fuente: Censos nacionales del INDEC                                   |

## Parajes
- Mayor Orellanos

## Historia

### Pueblos originarios
Antes de la llegada de los españoles en el siglo XVI el territorio era recorrido por los trashumantes het, en especial los de las parcialidades didiuhet y taluhet ("pampas antiguos"), a fines del siglo XVIII los "pampas" se vieron hegemonizados y transculturados por los mapuches procedentes de la región andina, la mixogénesis forzada het/mapuche originó al grupo ranculche con un complejo ecuestre que le permitía capturar ganado cimarrón ("mostrenco") para el sustento o para comerciarlo. Su guerra contra los gauchos, era la guerra del malón, diezmando las poblaciones, el ganado, etc. 

### La poblacióngaucha
- 1776 para intentar perfeccionar el abatimiento de los originarios, se levantan los fortines de Melincué, India Muerta, Pavón y Esquina, quedando esta zona fuera de las líneas defensivas
- 1852 esta zona queda dentro de la línea de frontera Río Cuarto - La Carlota - Laguna de Hinojo (Venado Tuerto) - Melincué - Fortín Chañar (Teodelina).

## Fundación de la comuna
- 3 de marzo de 1900

## Establecimientos educativos
- Jardín de infantes Nº76 Úrsula Chichester
- Escuela Fiscal Nº174 Domingo Faustino Sarmiento
- Escuela de Enseñanza Secundaria Orientada (EESO) Nº323 Luis Rey
- CECLA
- CEPA N.º 6563
- Espacio de Primera Infancia (EPI) Dr. Juan Carlos Olivier

## Entidades deportivas
- Club Atlético Juventud Aspirante
- Club Huracán Foot-ball

## Radio y televisión
- TV, Cable
- F.M. JOVEN, 93, 5 MHz. radio FM
- F.M  ECLIPSE, 94.5 MHz. Radio FM

## Religión
La Santa Patrona de Diego de Alvear es Nuestra Señora del Carmen, siendo su festividad el 16 de julio.

### Parroquias de la Iglesia católica en Diego de Alvear
| Diócesis  | Venado Tuerto             |
| --------- | ------------------------- |
| Parroquia | Nuestra Señora del Carmen |

Otra religión practicada por los habitantes de la localidad es la católica apostólica cristiana, teniendo sus templos
- Impacto de Dios (25 de Mayo y Rivadavia)
- Príncipe de Paz (Juan D. Perón s/n)